# یوشیجی کیگامی
یوشیجی کیگامی (انگلیسی: Yoshiji Kigami; ۲۸ دسامبر ۱۹۵۷ – ۱۸ ژوئیهٔ ۲۰۱۹) پویانما، و کارگردان فیلم اهل ژاپن بود.